# Сотовая связь в Израиле

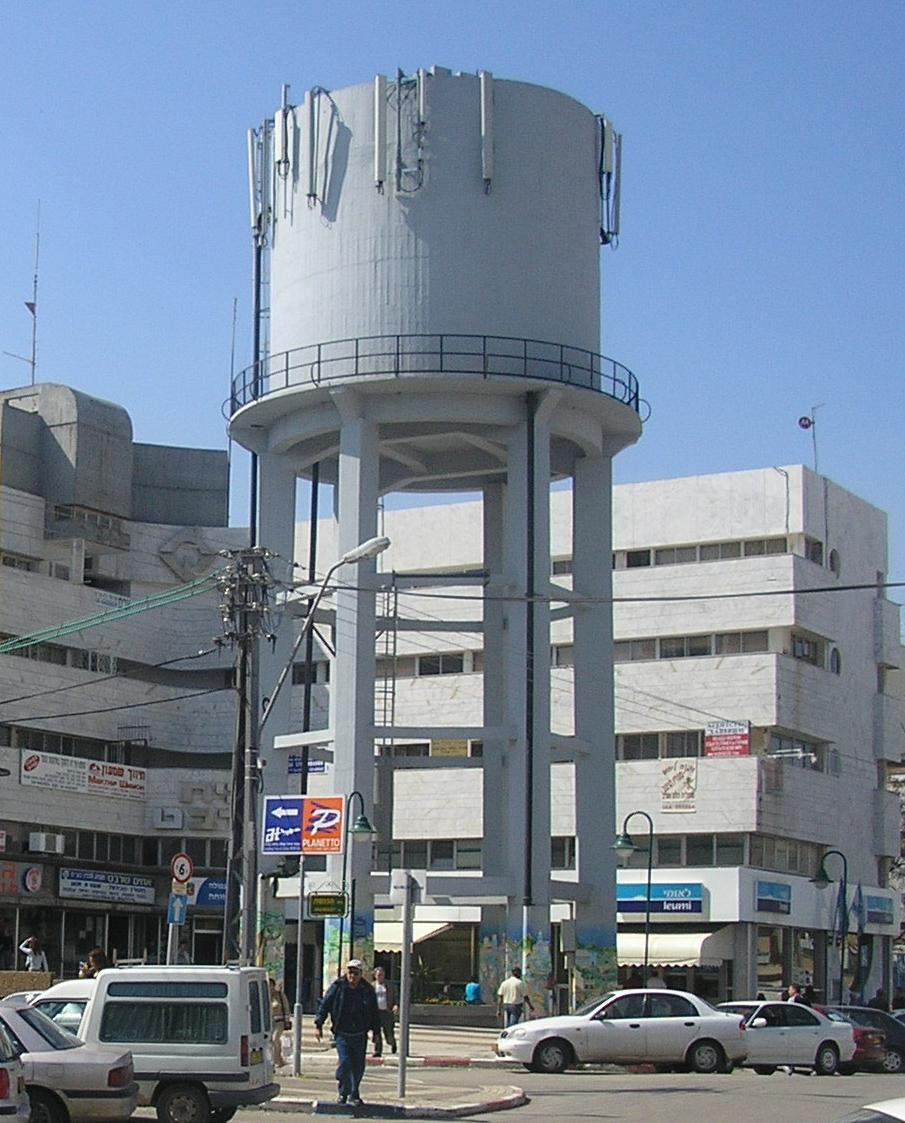
Водонапорная башня, которая до сих пор стоит в центре города Афула, используется для размещения антенн сотовой сети.

В Израиле есть шесть компаний, которые управляют системой сотовой связи: Пелефон, Селком, Partner, Hot Mobile, Голан Телеком и Wecom (ранее — we4G).
Несколько других компаний работают по принципу виртуального оператора: Rami Levy Communications, Select Communications, 019 Mobile и ряд других получили аналогичную лицензию от Минсвязи.
Начиная с 2011 года начался процесс снижения цен в секторе сотовой связи за счет появления конкуренции, возможности перенести номер к другому оператору, увеличения количество операторов в целом (как обычных, так и виртуальных), а также улучшения условий для импорта сотовых устройств в Израиль.
По оценкам, в 2013 г. в Израиле было продано около 3 млн сотовых устройств, из которых около 2,4 млн смарт-устройств. В 2020 году в Израиле было около 10 миллионов абонентов сотовой связи.
Ожидается, что к концу 2025 года все сети 2-го и 3-го поколения в Израиле полностью прекратят работу. В 2023 году ожидается[обновить данные] прекращение подключения устройств и абонентов к этим сетям. С 2022 года запрещен ввоз устройств, работающих только в этих сетях.
Официальное название сотового телефона в соответствии с законом Государства Израиль — мобильный радиотелефон, сокращённо «ратан» (רט"ן — רדיו טלפון נייד), но этот термин почти никогда не используется вне рамок законодательства. Вместо этого чаще используются слова пе́лефон (в честь компании Pelephone Communications, которая была первым эксклюзивным продавцом сотовых устройств в Израиле), телефон наяд (мобильный телефон) или телефон селула́ри (сотовый телефон).

## Поддержка функций и сервисов
На сегодняшний день не все мобильные операторы поддерживают дополнительные функции, которые может предложить мобильная сеть. Например две SIM-карты с одним номером — одна для мобильного телефона, вторая для смарт-часов или автомобиля.
Поддержка услуг VoLTE и Wi-Fi Calling — звонки в сети 4G и через Wi-Fi соответственно — есть только в компаниях Pelephone, Partner, Cellcom, Hot Mobile и 012 Mobile.
Поддержка связи 4x4 MIMO доступна только в сети Pelephone.
Поддержка LTE Advanced доступна только в сетях Partner, Hot Mobile и we4g.

## Сотовые операторы

### Pelephone
Сотовая связь в Израиле началась с создания компании Pelephone (פלאפון) в 1986 году. Компания была партнёром Motorola Israel и Tadiran, и первая получила лицензию на предоставление услуг сотовой связи. Номерам компании был присвоен префикс 050, и потенциал продаж оценивался примерно в тысячу устройств по всему Израилю. Это была аналоговая технология, которая по сравнению с цифровой, очень неэффективно использовала назначенные ей частоты. С другой стороны, количество базовых станций, необходимых для поддержки сети, было небольшим, а передача осуществлялась на больших мощностях по сравнению с тем, что принято, например, в GSM. Первые устройства были тяжелыми и громоздкими и подходили для установки только в транспортных средствах. Позже появились технологии, которые позволяли снимать устройства с машины, но все ещё были тяжелыми и громоздкими.
Цены на звонки были очень дорогими. В этот период оплата за телефон зависела от кода города, и код 050 считался районом с максимальным тарифом. Кроме того, с владельца телефона взималась дополнительная плата за каждый исходящий и входящий звонок. В этот период мобильное устройство считалось скорее роскошью, а бренд Pelephone стал нарицательным для всех сотовых телефонов. Компания Pelephone продвигала бренд, давая своим покупателям наклейку с своим названием для наклеивания на автомобиль, чтобы повысить престиж владельца устройства.
В октябре 1994 года Безек вступил в партнёрство с Motorola, которой принадлежала компания. В 2004 году Безек стал единственным акционером Pelephone.
Walla! Mobile
1 декабря 2014 г. Pelephone запустил новый бренд мобильных услуг под названием Walla! мобайл. Компания работала как виртуальный оператор и использовала сеть Pelephone. Сотрудничество с Walla! закончилось в 2019 году.
Hi Mobile
11 апреля 2016 года Пелефон в сотрудничестве с компанией Lonami запустил новый бренд мобильных сервисов под названием Hi Mobile. Целевая аудитория — молодежь, солдаты и студенты .

### Cellcom

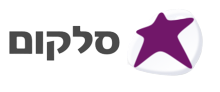

В начале 1990-х Министерство связи объявило тендер на создание ещё одной сотовой сети. В 1994 году была создана компания Cellcom (סלקום), которая впервые предложила альтернативу сети Pelephone. Cellcom позиционировала себя как компания, предоставляющая услуги широким массам по доступным ценам. Когда её магазины открылись, в них выстроились длинные очереди. Технология, которую использовала Cellcom, была цифровой, что позволяло ей более эффективно использовать имеющиеся в её распоряжении частоты. Выбранной технологией была TDMA.
Поначалу связь в сети Cellcom страдала от низкого качества, искажений голоса и проблем с надежностью. Пелефон решил в этот период позиционировать себя как качественный сервис, предназначенный для тех, кто может себе это позволить. Оглядываясь назад, оказывается, что такое решение Пелефона и запоздалое осознание необходимости перехода на цифровые технологии привели к тому, что компания утратила первенство на рынке сотовой связи.
Распространению сотовых телефонов среди населения способствовало решение Минкомсвязи отменить плату за входящие звонки. В начале своего пути у Cellcom была проблема с бракованными устройствами, но после того, как эта проблема была решена, Cellcom продолжил наращивать абонентов и даже улучшил качество обслуживания. В то же время он поднимал цены, пока они не сравнялись с ценами компании Пелефон.

### Partner

К 1998 году мощность аналоговой сети Pelephone достигла своего предела, и компания решила перейти на цифровую технологию. Выбранной технологией был CDMA. В то же время общее количество абонентов Cellcom и Pelephone измерялось более чем миллионом клиентов, и казалось, что рынок сотовой связи перенасыщен. Тем не менее Минкомсвязи объявило тендер третьему оператору сотовой связи. По этой причине количество претендентов на этот тендер было небольшим.
Третий тендер выиграла компания «Партнер» (ивр. פרטנר‎), создавшая новую сеть под названием «Orange». Выбранной технологией была GSM, которая стала ведущей технологией в мире, в основном из-за возможности отделить устройство от сотового оператора с помощью SIM-карты, которая содержит идентификатор телефонной линии.
Несмотря на поздний старт, компании удалось привлечь большое количество клиентов, и рынок сотовой связи, который, казалось бы достиг насыщения, показал, что у него есть большой потенциал. Метод ценообразования, основанный на «пакетах связи», в то время был инновацией на израильском рынке сотовой связи, способствовал успеху Partner. С этого времени Пелефон потерял свое первенство и опустился на третье место по количеству клиентов .
012 Мобайл
В июне 2012 года Partner запустил новый бренд мобильных услуг под названием 012 Mobile. Компания работает как виртуальный оператор и использует сетевую инфраструктуру Partner.

### HOT mobile

Мобильная компания HOT, первоначально называвшаяся Mirs, была создана как подразделение Motorola, занималась обслуживанием радиостанций и позволяла общаться абонентам по принципу рации. К концу 1990-х «Мирс» подключилась к стационарной телефонной сети с помощью разных номеров доступа с последующим набором кода абонента Мирс. Но такой способ подключения был неудобен.
В 2001 году «Мирс» получил лицензию оператора сотовой связи, став таким образом четвёртой сетью сотовой связи, работающей по технологии iDEN, которая использовалась до 2019 года. В 2012 году компания была переименована в Hot Mobile и с тех пор сосредоточилась на частном рынке.

### Golan Telecom

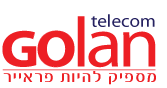

В июле 2011 года Golan Telecom выиграла тендер на эксплуатацию сети 3G в Израиле, и получила префикс 058 . Компания была основана Майклом Голаном, бизнесменом, иммигрировавшим в Израиль из Франции в 2007 году, а его партнёрами являются французский медиа-магнат Ксавье Ньель и франко-еврейская семья Перинт.
Бизнес-модель основана на фиксированной ежемесячной оплате, а не на минутах разговоров. Модель была разработана и реализована ранее в области стационарной телефонии в компании «Free», основанной во Франции, которая предлагала клиентам «пакет услуг» (телефон, интернет и телевидение) за 50 процентов от цены каждой отдельной услуги.
Компания является пятым оператором, вышедшим на рынок сотовой связи в Израиле, и имеет соглашение о внутреннем роуминге с Cellcom, а также с PHI (Partner-Hot Mobile network).
В 2020 году компания была куплена Cellcom и стала её дочерней компанией.

### we4G (we-com)

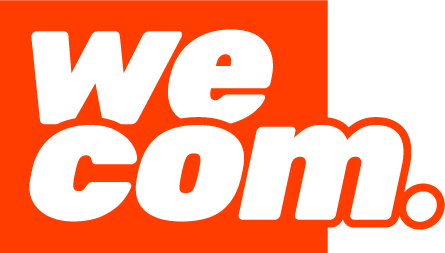

We4G принадлежит компании Expon, получила лицензию в апреле 2017 года и начала предоставлять услуги в апреле 2018 года.
Владельцем является Хази Бецалель, а генеральным директором Яаков Недбурни. Компания была создана как провайдер международной телефонии и интернет-услуг с префиксом 018. Компания «Экспон» давно планировала выход на рынок сотовой связи — её владелец участвовал в тендере министра связи Моше Кахлона в 2011 году, но проиграл Hot and Golan. Позже Бецалель рассматривал возможность покупки Golan Telecom.
В 2015 г. снова участвовала в тендере и наконец получила свою частоту и префикс 051. Основала сеть 4G совместно с Cellcom по технологии MOCN (NFV/SDN core systems of Ericsson и BillRun’s business systems).
Для поддержки сетей третьего поколения заключено соглашение с Cellcom и Golan Telecom.
5G на текущий момент (август 2022) поддерживается только на устройствах Android.

## Виртуальные операторы
Виртуальный оператор сотовой связи (англ. MVNO, mobile virtual network operator) — оператор сотовой связи, использующий существующую инфраструктуру другого оператора, но продающий услуги под собственной маркой.
Одиннадцать израильских компаний сотовой связи получили от Министерства связи лицензию на эксплуатацию виртуальной сотовой сети, но на практике ею воспользовались только пять из них.
Рами Леви Телеком
В сентябре 2010 года компания Рами Леви шивук ха-шикма  получила лицензию оператора мобильной виртуальной сети от Министерства связи Израиля.  Начала предлагать услуги сотовой связи в декабре 2011 года, при этом префиксы номеров, присвоенные новым абонентам сети, были 6-055. Было заявлено (2010 год) открытие дочерней компании Rami Levy Hashikma Marketing Communications Ltd. В феврале 2011 года Рами Леви подписал соглашение с израильским оператором мобильной связи Пелефон и начал работать на инфраструктуре Pelephone Communications. Rami Levy Communications покупала блоки минут у других сотовых компаний и перепродавала их потребителям по цене ниже, чем взимает компания-поставщик. Первая компания, управляющая виртуальной сотовой сетью .
Селект Тикшорет
Компания начала предлагать услуги сотовой связи в декабре 2014 года, при этом префиксы номеров, присвоенные новым абонентам сети, были 055-70 и 055-71. Ориентирован на бизнес-рынок и предлагает коммуникационные пакеты для малого и среднего бизнеса .
Работает на инфраструктуре Pelephone Communications.
019 Мобайл (טלזר 019)
Компания начала предлагать услуги сотовой связи в августе 2015 года. Префиксы номеров, присвоенные новым абонентам были 9-055. Ориентирован в основном на сектор иностранных рабочих  , а также на ультраортодоксальный сектор благодаря сотрудничеству с Netfri.
На момент 2018 года работает на инфраструктурах Hot Mobile и Partner .
Home cellular
Компания была создана Fishman Group и начала свою деятельность в апреле 2012 года. Префиксы номеров, присвоенные новым абонентам были 055-22. В июле 2015 года она была продана, и её активы были объединены с компанией Cellcom. С тех пор её деятельность прекратилась .
YouPhone
Была создана как дочерняя компания Alon Raboa Blue Israel и начала свою деятельность в мае 2012 года. Префиксы номеров, присвоенные новым абонентам сети, были 055-88. Деятельность компании базируется на клиентах сетях супермаркетов «Мега» и «AM:PM», а также сети АЗС «Дор Алон». В июле 2015 года YouPhone была продана компании Pelephone, и её активы были объединены. В октябре того же года сделка была завершена, компания прекратила свою деятельность .

### Псевдо-виртуальный оператор
Некоторые телекоммуникационные компании, такие как 012 Mobile (Partner) и Walla! работают в аналогичном формате, но не по лицензии оператора виртуальной сотовой сети, а по лицензии сотовой сети, принадлежащей их материнским компаниям.

## Сотовые радиочастоты
Сотовые системы в Израиле эксплуатируются разными компаниями в разных частотных диапазонах  , как описано в следующей таблице:
| Компании, базирующиеся на одной инфраструктуре    | 2G                  | 3G                             | 4G                                                     | 5G                    |
| ------------------------------------------------- | ------------------- | ------------------------------ | ------------------------------------------------------ | --------------------- |
| Cellcom, Golan Telecom, we4G                      | B3 (1800)           | B5 (850), B3 (1800), B1 (2100) | B3 (1800), B7 (2600), B28 (700)                        | n78 (3500)            |
| Partner, Hot Mobile, 012 Mobile, 019, NEXT Mobile | B3 (1800), B8 (900) | B8 (900), B1 (2100)            | B3 (1800), B7 (2600), B28 (700), B1 (2100), B32 (1500) | n78 (3500), n28 (700) |
| Pelephone, Rami Levy, Gini mobile, Sava Mobile    | Нет                 | B5 (850), B1 (2100)            | B3 (1800), B7 (2600), B28 (700), B5 (850)              | n78 (3500)            |

Устройство, не поддерживающее частоты сотовой компании абонента, в лучшем случае будет страдать от проблем с приемом сигнала, а в худшем — от невозможности использования устройства вообще.
Несмотря на то, что все компании в Израиле поддерживают частоту 2100, полагаться только на поддержку этой частоты не стоит, поскольку операторы не гарантируют полное покрытие на этой частоте, а также эта частота плохо ловится внутри зданий и закрытых помещений.
Различные типы мобильных устройств поддерживают разные диапазоны частот :
- Устройства 2-го поколения — в сетях Cellcom, Partner и виртуальных операторов, использующих их инфраструктуры. Эти устройства нельзя использовать в других сетях.
- Устройства 3-го поколения (работающие на частоте 850 МГц и 2100 МГц) — в сетях Cellcom, Pelephone и Golan Telecom. К сентябрю 2020 года частота 850 МГц должна быть заменена европейской стандартной частотой 900 МГц. Эти устройства также совместимы с сетью Partner.
- Устройства 3-го поколения (работающие на частотах 900МГц и 2100МГц) — в сетях Partner и Hot Mobile (в рамках роуминга Partner). Устройства совместимы с сетями Cellcom и Golan Telecom (в рамках роуминга на Cellcom) и 012 Mobile (в рамках роуминга Partner), при этом полагаясь на свою сеть 2G в качестве резервной. Сеть Pelephone работает только на частоте 2100 МГц, поэтому их совместимость в разных регионах может быть не полной.
- Устройства 3-го поколения, работающие на всех частотах и подходящие для всех сетей — это, например, iPhone 4 или Samsung Galaxy S II и более поздние модели.
- Устройства LTE 4-го поколения — частота 1800 МГц (диапазон 3). Используется сетями Partner, 012 Mobile, Cellcom, Golan Telecom, Pelephone, Walla Mobile, Hi Mobile, YouPhone, Hot Mobile и Rami Levy. Частоту 2100 МГц (диапазон 1) используют сети Partner, 012 Mobile и Hot Mobile. В июле 2018 года сетям Partner и Hot Mobile были выделены новые частоты: 700 МГц (диапазон 28) и 1500 МГц (диапазон 32).
- Устройства LTE 4-го поколения, работающие на всех частотах, которые подходят для всех сетей, это, например, iPhone 5s или Samsung Galaxy S5 и более поздние модели.
- Устройства 4G+ LTE Advanced — требуется поддержка как минимум LTE Cat6, что позволяет использовать 40 МГц для использования двух частотных диапазонов. Например iPhone 6S или Samsung Galaxy S7 и более поздние модели.

## История
- Медиафайлы по теме Сотовая связь в Израиле на Викискладе

Ещё в 1968 году в Израиле был проведен эксперимент по использованию мобильных телефонов в почтовых транспортных средствах. До 80-х годов 20-го века единственная доступная мобильная связь осуществлялась с помощью рации Motorola. Эта сеть, впоследствии ставшая сетью «Мирс», была полностью независима от проводной телефонной сети и использовалась в основном в сфере транспорта (такси, самолёты и корабли), различными органами безопасности и организациями с выездными бригадами.
Кроме того, была создана односторонняя сеть «вызывающих» устройств, что позволяло принимать голосовые или письменные сообщения, без возможности ответить на них.

### 1986—1994 (эпоха Пелефона)
В 1983 году начались первые шаги по созданию первой в Израиле сети сотовой связи. Она эксплуатировалась в 1986 году  компанией «Пелефон», которой по закону были предоставлены эксклюзивные права и которая обращалась только к состоятельным клиентам и взимала с них высокие цены. Инфраструктура этой сети была основана на линиях NLAN материнской компании Bezeq. Цены на звонки были очень высокими и к 1994 году достигли 2 шекелей за минуту эфирного времени.
В 1994 году тогдашний министр связи Шуламит Алони объявила тендер на строительство второй сотовой сети. Тендер завершился 11 мая 1994 года, в котором участвовали самые разные компании, в том числе компания Cellcom, контролируемая американской компанией BellSouth, которая в итоге победила и стала второй сотовой компанией в Израиле, с ценой эфирного времени на 80 % ниже, чем цена, предложенная в те времена компанией Pelephone, таким образом мобильная связь стала по карману большинству жителей Израиля.

### 2000-е
В первое десятилетие XXI века мобильные компании продолжали инвестировать в технологии, а также в поиск новых рынков, таких как молодежь и подростки. Растущий страх из-за воздействия излучения сотового телефона на здоровье человека заставил компании совместно основать форум сотовых компаний, цель которого — «представить публике факты о безопасности сети» [23].
В середине десятилетия компании начали создавать сети 3-го поколения, что потребовало добавления множества базовых станций, что вывело тему воздействия излучения на человека на новый уровень.
Были даже совершены поджоги сотовых антенн в некоторых регионах страны, однако растущая потребность населения в сотовой связи снизила накал страстей. Решению этой проблемы также способствовала более прозрачная политика Минкомсвязи и различных компаний в отношении расположения антенн.
Это десятилетие также характеризовалось увеличением использования SMS. Короткие сообщения стали средством связи для всех, в том числе между коммерческим телевидением и аудиторией.
Другие технологии, такие как видеозвонки или MMS-сообщения, не стали популярными, несмотря на большие инвестиции компаний.
С выходом Orange на рынок сотовой связи в 1999 году в Израиле впервые была создана сеть GSM, что позволило привозить мобильные устройства из других стран. Через несколько лет Cellcom также создала сеть с технологией GSM. Pelephone — единственная компания, которая в 2006 году пропустила этот шаг и перешла сразу на сеть 3G со значительным опозданием по сравнению со своими конкурентами.
По состоянию на 2006 г. 87 % домохозяйств имели как минимум одно мобильное устройство, а 62 % домохозяйств — более одного .
В конце 2008 г. крупные операторы сотовой связи начали предлагать услуги высокоскоростного доступа в Интернет через сотовую инфраструктуру по более низким ценам, чем раньше. Это открыло новые возможности, например, звонки по Skype через мобильный интернет и существование виртуальных мобильных операторов .

### 2010 г. — регулирование и реформа в области связи
В декабре 2010 года Кнессет принял закон, в рамках которого были утверждены пункты, направленные на усиление конкуренции и устранение барьеров для выхода новых сотовых компаний на рынок, включая публикацию тендера для двух новых операторов и предоставление лицензии шести компаниям для работы в качестве виртуальных операторов . Новые правила установили:

#### Возможность перенести номер к другому оператору и штрафы
Каждая сотовая компания получила набор префиксов для своих абонентских номеров. Клиент, который хотел перейти из одной компании в другую, должен был сменить свой номер телефона, и многих это останавливало. В 2005 году Министерство связи выпустило распоряжение, которое требовало от компаний подготовиться к возможности переноса телефонных номеров между компаниями. Эта инициатива встретила множество возражений, но, в конце концов, в декабре 2007 года такая возможность появилась и позволила абоненту переходить к другому оператору с сохранением номера.
Ещё одним фактором, затрудняющим конкуренцию в сотовом секторе, является метод ценообразования. Чтобы удержать клиентов, различные сотовые компании создали «комплексные пакеты услуг», включающие различные условия и скидки, но общей основой для большинства этих пакетов являлось обязательство клиента платить в течение 36 месяцев. Расторжение договора раньше срока влек за собой штрафы и различные доп. выплаты. Минкомсвязь также борется с этим, устанавливая максимальный срок в 18 месяцев.
Согласно Закону, сотовым компаниям запрещается добавлять пункт о штрафных санкциях в случае расторжения договора. Компании смогут взимать лишь символическую плату в таком случае — 8 %, умноженные на количество месяцев, оставшихся у абонента в течение периода действия обязательств. При этом компании были обязаны разрешить выплату долга частями.

#### Блокировка устройства под конкретного оператора и национальный роуминг
Сотовым компаниям стало запрещено продавать сотовые устройства, предназначенные для использования только с собственными SIM-картами компании (Locked). Кроме того, компании обязаны бесплатно разблокировать любое сотовое устройство, проданное ими в прошлом. Смысл решения заключается в том, что клиент может взять устройство, которое он купил в одной сети, и перейти с ним в другую, не будучи зависимым от компании, которую он хочет покинуть.
Компании, уже имеющие сотовую инфраструктуру на момент вступления закона в силу (Pelephone Communications, Cellcom, Partner Communications и Mirs), были обязаны размещать в своей сети новые сотовые компании (услуга национального роуминга) до тех пор, пока они не завершат развертывание своей сети.

#### Обязательство нейтралитета в сотовой сети
Закон обязывает к нейтралитету в сотовой сети, включая ценовой нейтралитет и технологический нейтралитет (в сотовых устройствах). Это означает запрет сотовых компаний накладывать ограничения на использование определённых приложений или протоколов в сети Интернет.

### 2012

#### Растущая конкуренция
В декабре 2011 года вместе с запуском Rami Levy Communications, первой компанией, работающей по модели виртуальной сотовой сети, цены начали падать. В мае 2012 года на рынке сотовой связи в Израиле произошло новое и резкое падение цен после выхода на рынок двух новых операторов, Golan Telecom и Hot Mobile (ранее «Мирс»). В середине мая Golan Telecom, а затем и Hot Mobile предлагали пакеты безлимитных разговоров, SMS и интернета по цене 89-99 шекелей. Эти цены составляли примерно треть от цены на рынке сотовых услуг в то время. Кроме того, для клиентов, которые не были заинтересованы в пакете, новые компании предлагали поминутную тарификацию, которая варьировались в пределах 0,10 шекеля за минуту, что было в 3 раза дешевле обычного на тот момент.
Также «пакеты» новых компаний включали бесплатные звонки в другие страны, и сниженные цены на пользование сотовым телефоном в роуминге в этих странах.
Первый месяц деятельности новых компаний характеризовался многочисленными жалобами клиентов на трудности с перемещением номеров и сложностью с поиском сервисных представителей, как в новых компаниях, так и в старых. Тем не менее энтузиазм по поводу новых возможностей на рынке сотовой связи превзошёл все ожидания, и уже через три недели к услугам новых компаний перешли сто тысяч абонентов .
В это же время начали свою деятельность виртуальные операторы: YouPhone сети Blue Square и Домашняя сотовая связь от Home Center. Orange также создал дочернюю компанию 012 с более выгодными тарифами. Впоследствии они присоединились к Rami Levy Communications.
С началом деятельности новых операторов, помимо падения цен и усиления конкуренции, поменялось распределение абонентов между компаниями. По данным на май 2012 :
- Cellcom — 3,36 млн абонентов (6,3 % ушли).
- Партнёр — 3,15 млн абонентов (8 % ушли).
- Pelephone — 2,88 млн абонентов (3,9 % ушли).
- Hot Mobile — 400 тыс. абонентов (включая абонентов Мирс)
- Rami Levy — 62 тыс. абонентов (3 % ушли)
- Golan Telecom — 738 тыс. абонентов
- Home Mobile — 11 тыс. абонентов

Наряду с пользой для потребителя, эти изменения имели негативные последствия для сотрудников компаний и акционеров. Акции упали на 48 % в первой половине 2012 года.
Конкуренция в отрасли стоила компаниям цену, которая превзошла все ожидания. Снижение прибыльности означало, что сотовые компании не могли выплачивать дивиденды своим владельцам, что подорвало положение таких холдинговых компаний, как IDB.
Чтобы стать более эффективными и адаптироваться к изменяющимся рыночным условиям, старые компании объявили о сокращении персонала. Они значительно снизили свои цены и предлагали безлимитные пакеты по цене от 119 до 159 шекелей, но это все равно было дороже, чем то, что предлагали новые компании.

#### Реформа импорта
29 июля 2012 года вступил в силу указ, инициированный министром связи Моше Кахлоном и одобрен Экономическим комитетом Кнессета, который освобождает импортеров от необходимости получения торговой лицензии для импорта и торговли сотовыми устройствами. Приказ облегчает и разрешает ввоз любых новых устройств, получивших одобрение Европейской директивы Directive 1999/5/EC или Федеральной комиссии по связи в США и имеющее маркировку, указывающую на соответствие требованиям. Смысл реформы заключается в устранении барьеров для входа на рынок, которые наносят ущерб свободной конкуренции и потребителям.

### 2014 — 4G LTE
В 2014 году сотовые компании начали строительство и запуск сетей LTE . Компании Cellcom были выделены радиочастоты и подписано соглашение о сотрудничестве с Pelephone и Golan Telecom для совместного создания беспроводной инфраструктуры сети четвёртого поколения .

### 2015
В 2015 году Golan Telecom демонтировала установленные антенны и начала работать в качестве виртуального оператора, используя инфраструктуру Cellcom. Этот шаг, а также тот факт, что соглашение об объединении сетей с Cellcom не было одобрено Минкомсвязи, поставили под вопрос дальнейшую работу компании, и в августе 2015 года компания объявила о её продаже. В ноябре 2015 года Cellcom объявил, что покупает компанию  за 1,17 млрд шекелей и возьмет на себя все обязательства перед клиентами и Министерством связи. Минкомсвязь не одобрила сделку, которая в результате была аннулирована.

### 2017
В начале 2017 года Golan Telecom объявила, что её купит компания «Электра» .

### 2018
В апреле 2018 года под брендом we4G начала работать ещё одна сотовая компания — Expon.

### 2020—2021
В сентябре 2020 года компании Pelephone и Partner запустили сети 5G с примерно 500 площадками по всей стране.
Golan Telecom объединился с Cellcom.

## «Кошерный» сотовый телефон
Раввины и преподаватели в ультраортодоксальном сообществе заметили, что ультраортодоксальная молодежь покупает современные сотовые телефоны и пользуется их сервисами без какого-либо контроля. В результате эти молодые люди подвергались воздействию разнообразного интернет-контента, часть которого ультраортодоксальная общественность считает неприемлемым.
Раввины, опасавшиеся за духовную судьбу молодежи, создали специальный раввинский комитет — «Комитет раввинов по делам СМИ», который рассматривал пути решения проблемы. Первым решением было создание возможности блокировки определённых телефонных номеров и блокировка возможности подключения к мобильному интернету. Активация такой блокировки происходила по запросу из сервисного центра сотовой компании. Раввинский комитет направлял список заблокированных телефонных номеров компаниям сотовой связи и даже обновлял его по мере необходимости.
Ближе к концу 2004 года раввинский комитет решил снова обратиться к сотовым компаниям, работающим в Израиле, и потребовать, чтобы они выпустили на рынок «кошерный» сотовый телефон, который, кроме возможности разговаривать по нему, был бы лишен каких-либо других функций. После возражений сотовых компаний, опасавшихся, что их доходы пострадают, «Мирс», у которого тогда не было клиентов на ультраортодоксальном рынке, откликнулась на просьбу и первой предоставила в Израиле кошерное сотовое устройство. Это был успех, и тысячи абонентов присоединились к кошерному устройству, так как это было рекомендовано раввинским комитетом.
Увидев, что они теряют долю рынка в этом секторе, другие компании начали предлагать тарифы, предназначенные для ультраортодоксальной публики, использующей кошерные мобильные телефоны. Так как дополнительные услуги являются значительным источником дохода для сотовых компаний и для того, чтобы не допустить использования кошерного тарифного плана светской общественностью, компании решили установить стоимость исходящего звонка в Шаббат примерно десять шекелей за минуту. Таким образом, для потребителя, не соблюдающего Шаббат, такой тариф становится не выгодным.